# Comité (banda)
Comité es un grupo musical español formado por el músico Carlos Goñi. El grupo surgió a finales de 2011 como proyecto paralelo a Revólver con la finalidad de rescatar las canciones de Comité Cisne, un grupo valenciano de rock que surgió de la fusión en 1984 de dos grupos locales, Garage y Glamour.
Durante su vigencia entre 1984 y 1988, Comité Cisne se convirtió en uno de los principales exponentes del pop valenciano, movimiento musical paralelo a la movida madrileña, con la fusión de dos tendencias emergentes entre el rock americano y el rock británico. Tras la marcha de Goñi y de Rafael Picó en 1988, Comité Cisne publicó un último trabajo de estudio, Instinto, y se disolvió en 1991.

## Historia
Carlos Goñi presentó Proyecto Comité en rueda de prensa el 2 de octubre de 2012 en Valencia. El proyecto incluyó la regrabación de varias canciones de Comité Cisne y una gira de conciertos con la compañía de Julián Nemesio en la batería y Manuel Bagües en el bajo. Durante la rueda de prensa, Goñi limitó la vigencia del proyecto en el tiempo: «No tiene futuro, durará un tiempo concreto, y no se va a volver a escribir ni un solo tema».
El proyecto comenzó en un principio con la colaboración de los antiguos miembros de Comité Cisne, Rafael Picó y Remy Carreres, y con la excepción de José Luis Macías. Según comentó el propio Goñi a Efe Eme: «José Luis desde el primer momento declinó la invitación, y Remy, Copi y yo nos pusimos a trabajar. Empezamos los tres juntos, lo que pasa es que es un poco complicado, cada uno maneja tiempos distintos en su vida y tiene unas prioridades. Yo sí que me dije: «Paro unos meses con Revólver y me dedico a esto». Pero cada uno tenemos nuestra vida. Fue muy difícil coordinarlo, y en vez de abandonar el proyecto, decidí continuar porque me apetecía muchísimo».
Tras iniciar la gira el 26 de octubre con un concierto en la Sala República de Mislata, Valencia, publicó un EP digital en iTunes con tres canciones: «Licor», «Ana Frank» y «Sigue durmiendo». La gira continuó con un concierto en la Sala Galileo Galilei de Madrid el 9 de noviembre y con otro concierto el 15 de febrero de 2013 en el Teatro Romea de Murcia. Dos conciertos programados para el 1 y 2 de febrero en Villena y Cieza fueron cancelados por problemas de salud de Goñi.
En febrero de 2013, Goñi rescató las canciones de Revólver para grabar Enjoy, un concierto eléctrico en la sala Joy Eslava de Madrid al que siguió una gira de promoción que aparcó el proyecto Comité momentáneamente.

## Conciertos
| Fecha                  | Ciudad            | Estadio              |
| ---------------------- | ----------------- | -------------------- |
| 26 de octubre de 2012  | Mislata, Valencia | Sala Repvblicca      |
| 9 de noviembre de 2012 | Madrid            | Sala Galileo Galilei |
| 15 de febrero de 2013  | Murcia            | Teatro Romea         |